# ساندي كينغ
ساندي كينغ (بالإنجليزية: Sandy King)‏ هو راعي البقر أمريكي، ولد في 1852، وتوفي في 9 نوفمبر 1881.